# І день іде, і ніч іде…
«І день іде, і ніч іде…» — вірш Тараса Шевченка 1860 року, написаний у С.-Петербурзі.

## Написання та автографи
Зберігся чистовий автограф вірша у «Більшій книжці». Дата в автографі: «5 ноября».
Вірш датується дослідниками за автографом та його місцем у «Більшій книжці» серед творів 1860-го: 5 листопада 1860 року, та місцем нааписання — С.-Петербург.

## Публікація
Вперше вірш надруковано в журналі «Основа» 1861 року (№ 5, стор. 3) під рубрикою «Предсмертні думи» (за «Більшою книжкою»).
За першодруком зроблено списки: невідомою рукою в рукописній збірці «Сочинения Т. Г. Шевченка» 1862 року, в «Кобзарі» 1860 року з рукописними вставками, в рукописній збірці «Кобзар» 1865 року, переписаній Д. Демченком.
До збірки творів вірш уперше введено у виданні: «Кобзарь Тараса Шевченка / Коштом Д. Е. Кожанчикова» 1867 року (СПб., стор. 659), де подано за першодруком.

## Сюжет
У вірші є характерне для Шевченка нетерпляче жадання суспільних змін і водночас почуття туги через надто повільний хід історичного прогресу. Образ «апостола правди і науки» належить до образів-символів типу «царя волі» («Сон»), Прометея («Кавказ») і пророка («Пророк»).